# (488440) 2016 XG24
(488440) 2016 XG24 es un asteroide perteneciente al cinturón de asteroides, descubierto el 24 de abril de 2014 por el equipo del Spacewatch desde el Observatorio Nacional de Kitt Peak, Arizona, Estados Unidos.

## Designación y nombre
Designado provisionalmente como 2016 XG24.

## Características orbitales
2016 XG24 está situado a una distancia media del Sol de 2,538 ua, pudiendo alejarse hasta 2,979 ua y acercarse hasta 2,097 ua. Su excentricidad es 0,173 y la inclinación orbital 16,97 grados. Emplea 1477,27 días en completar una órbita alrededor del Sol.

## Características físicas
La magnitud absoluta de 2016 XG24 es 16,6.